# 佩奥利 (科罗拉多州)
佩奥利（英語：Paoli），是美国科罗拉多州菲利普斯县下属的一座城市。建市于1930年8月6日，面积大约为0.305平方英里（0.791平方公里）。根据2010年美国人口普查，该市有人口34人。2011年估计该市有人口34人，相比2010年人口增长率为0.00%。同时，论人口该市是科罗拉多州第269大城市。